# وو یاجون
وو یاجون (انگلیسی: Wu Yajun؛ زادهٔ ۱۹۶۴) کارآفرین و سرمایه‌دار اهل چین است.